# Lätt flugvikt i grekisk-romersk stil i brottning vid olympiska sommarspelen 1972
Herrarnas brottningsturnering i grekisk-romersk stil i viktklassen lätt flugvikt vid olympiska sommarspelen 1972 avgjordes i Fairgrounds, Judo and Wrestling Hall i München. 

## Medaljörer
| Klass         | Guld                         | Silver                | Brons                      |
| Lätt flugvikt | Gheorghe Berceanu · Rumänien | Rahim Aliabadi · Iran | Stefan Angelov · Bulgarien |

## Resultat
Legend
- TF — Vinst genom fall
- IN — Vinst genom att motståndaren skadas
- DQ — Vinst genom passivitet
- D1 — Vinst genom passivitet, vinnaren är också passiv
- D2 — Båda brottarna förlorade på grund av passivitet
- FF — Vinst genom förverkande
- DNA — Anlände inte
- TPP — Totala straffpoäng
- MPP — Matchstraffpoäng

Straff
- 0 — Vinst genom fall, teknisk överlägsenhet, passivitet, skada och förverkande
- 0.5 — Vinst på poäng, 8-11 poängs skillnad
- 1 — Vinst på poäng, 1-7 poängs skillnad
- 2 — Vinst på passivitet,  vinnaren är också passiv
- 3 — Förlust på poäng, 1-7 poängs skillnad
- 3.5 — Förlust på poäng, 8-11 poängs skillnad
- 4 — Förlust genom fall, teknisk överlägsenhet, passivitet, skada och förverkande

### Elimineringsrunda

#### Omgång 1
| TPP | MPP |                                | Poäng |                           | MPP | TPP |
| --- | --- | ------------------------------ | ----- | ------------------------- | --- | --- |
| 4   | 4   | Habib Dlimi (TUN)              | 8:19  | Mohamed El-Malky (EGY)    | 0   | 0   |
| 0   | 0   | Rahim Aliabadi (IRI)           | 6:54  | Hızır Sarı (TUR)          | 4   | 4   |
| 4   | 4   | Wayne Holmes (USA)             | 4:25  | Bernd Drechsel (GDR)      | 0   | 0   |
| 4   | 4   | Ferenc Seres (HUN)             | 7:43  | Gheorghe Berceanu (ROU)   | 0   | 0   |
| 4   | 4   | Vladimir Zubkov (URS)          | 8:50  | Stefan Angelov (BUL)      | 0   | 0   |
| 3   | 3   | Ochirdolgoryn Enkhtaivan (MGL) |       | Lennarth Svensson (SWE)   | 1   | 1   |
| 1   | 1   | Lorenzo Calafiore (ITA)        |       | Bernard Szczepański (POL) | 3   | 3   |
| 4   | 4   | Mohieddin El-Sas (SYR)         | 6:43  | Alfredo Olvera (MEX)      | 0   | 0   |
| 3   | 3   | Sotirios Ventas (GRE)          |       | Raimo Hirvonen (FIN)      | 1   | 1   |
| 0.5 | 0.5 | Kazuharu Ishida (JPN)          |       | Günther Maas (FRG)        | 3.5 | 3.5 |

#### Omgång 2
| TPP | MPP |                                | Poäng |                         | MPP | TPP |
| --- | --- | ------------------------------ | ----- | ----------------------- | --- | --- |
| 8   | 4   | Habib Dlimi (TUN)              | 6:58  | Rahim Aliabadi (IRI)    | 0   | 0   |
| 5   | 1   | Hızır Sarı (TUR)               |       | Wayne Holmes (USA)      | 3   | 7   |
| 4   | 4   | Bernd Drechsel (GDR)           | 1:08  | Ferenc Seres (HUN)      | 0   | 4   |
| 0   | 0   | Gheorghe Berceanu (ROU)        | 8:09  | Vladimir Zubkov (URS)   | 4   | 8   |
| 0.5 | 0.5 | Stefan Angelov (BUL)           |       | Lennarth Svensson (SWE) | 3.5 | 4.5 |
| 1   | 0   | Lorenzo Calafiore (ITA)        | 3:56  | Alfredo Olvera (MEX)    | 4   | 4   |
| 7   | 4   | Bernard Szczepański (POL)      | 1:32  | Sotirios Ventas (GRE)   | 0   | 3   |
| 2   | 1   | Raimo Hirvonen (FIN)           |       | Kazuharu Ishida (JPN)   | 3   | 3.5 |
| 3.5 |     | Günther Maas (FRG)             |       | Bye                     |     |     |
| 0   |     | Mohamed El-Malky (EGY)         |       | DNA                     |     |     |
| 3   |     | Ochirdolgoryn Enkhtaivan (MGL) |       | DNA                     |     |     |
| 4   |     | Mohieddin El-Sas (SYR)         |       | DNA                     |     |     |

#### Omgång 3
| TPP | MPP |                         | Poäng |                         | MPP | TPP |
| --- | --- | ----------------------- | ----- | ----------------------- | --- | --- |
| 6.5 | 3   | Günther Maas (FRG)      |       | Rahim Aliabadi (IRI)    | 1   | 1   |
| 9   | 4   | Hızır Sarı (TUR)        | 5:55  | Bernd Drechsel (GDR)    | 0   | 4   |
| 7   | 3   | Ferenc Seres (HUN)      |       | Stefan Angelov (BUL)    | 1   | 1.5 |
| 0   | 0   | Gheorghe Berceanu (ROU) | 7:53  | Lennarth Svensson (SWE) | 4   | 8.5 |
| 1   | 0   | Lorenzo Calafiore (ITA) | 7:59  | Sotirios Ventas (GRE)   | 4   | 7   |
| 7.5 | 3.5 | Alfredo Olvera (MEX)    |       | Raimo Hirvonen (FIN)    | 0.5 | 2.5 |
| 3.5 |     | Kazuharu Ishida (JPN)   |       | Bye                     |     |     |

#### Omgång 4
| TPP | MPP |                       | Poäng |                         | MPP | TPP |
| --- | --- | --------------------- | ----- | ----------------------- | --- | --- |
| 4   | 0.5 | Kazuharu Ishida (JPN) |       | Rahim Aliabadi (IRI)    | 3.5 | 4.5 |
| 7   | 3   | Bernd Drechsel (GDR)  |       | Gheorghe Berceanu (ROU) | 1   | 1   |
| 2.5 | 1   | Stefan Angelov (BUL)  |       | Lorenzo Calafiore (ITA) | 3   | 4   |
| 2.5 |     | Raimo Hirvonen (FIN)  |       | Bye                     |     |     |

#### Omgång 5
| TPP | MPP |                         | Poäng |                         | MPP | TPP |
| --- | --- | ----------------------- | ----- | ----------------------- | --- | --- |
| 6   | 3.5 | Raimo Hirvonen (FIN)    |       | Rahim Aliabadi (IRI)    | 0.5 | 5   |
| 7   | 3   | Kazuharu Ishida (JPN)   |       | Stefan Angelov (BUL)    | 1   | 3.5 |
| 1   | 0   | Gheorghe Berceanu (ROU) | 0:00  | Lorenzo Calafiore (ITA) | 4   | 8   |

#### Sista omgångarna
| TPP | MPP |                         | Poäng |                         | MPP | TPP |
| --- | --- | ----------------------- | ----- | ----------------------- | --- | --- |
|     | 3   | Rahim Aliabadi (IRI)    |       | Gheorghe Berceanu (ROU) | 1   |     |
|     | 4   | Stefan Angelov (BUL)    | 2:00  | Rahim Aliabadi (IRI)    | 0   | 3   |
| 1   | 0   | Gheorghe Berceanu (ROU) | 0:00  | Stefan Angelov (BUL)    | 4   | 8   |